# Кокнас
Кокнас — река в России, протекает в Первомайском районе Ярославской области; правый приток реки Соть.
В верхнем течении пересыхает. Есть сравнительно крупный приток слева.
Сельские населённые пункты около реки: Березники, Заречье, Кривцово, Большое Кузьминское; напротив устья — Голосово.